# Lightyear (Film)
Lightyear ist ein 3D-Computeranimationsfilm der Pixar Animation Studios. Der Film ist ein Spin-Off des Toy-Story-Franchises, benannt nach der daraus stammenden Figur Buzz Lightyear.
Die Veröffentlichung von Lightyear war ab dem 17. Juni 2022 in den Vereinigten Staaten, in Deutschland einen Tag früher. Den Verleih übernimmt Walt Disney Studios Motion Pictures. Seit dem 3. August 2022 ist der Film auf Disney+ verfügbar.

## Handlung
Buzz Lightyear und seine Spaceranger-Crew erforschen das All und fliegen zu einem nahen Planeten, der ein Notsignal gesendet hat. Dort angekommen, werden sie von Lianen und Käfern angegriffen und können nur knapp wieder zum Raumschiff zurückgelangen. Buzz versucht, trotz der angebotenen Hilfe seiner Crew alleine das große Raumschiff zu starten, was zunächst scheinbar gelingt. Jedoch stürzen sie ab, und das Raumschiff wird so stark beschädigt, dass sie erst einmal gestrandet sind. Innerhalb eines Jahres kolonisiert die inzwischen aus dem Kryoschlaf erwachte restliche Crew den Planeten, und Buzz versucht die schier unmögliche Mission, einen neuen Hyperantriebtreibstoff zu testen. Während des ersten Testflugs ergeben sich jedoch Probleme, und Buzz kann nur mit Not zurückfliegen. Ihm wird erklärt, dass ihn dieser Versuch vier Jahre gekostet habe, indem er aufgrund von Zeitdilatation lediglich vier Minuten, die Crew auf dem Planeten allerdings vier Jahre erlebt hat. Trotzdem will Buzz seine Mission unbedingt beenden und unternimmt zahlreiche weitere Testflüge, in deren Verlauf er nicht wirklich Fortschritte macht, seine Crew und Freunde aber immer älter werden und schließlich sterben. Der Planet ist zwar weiterhin bevölkert, allerdings hat er fast alle seine Kameraden und Freunde überlebt.
Die Roboterkatze Sox, ein Geschenk seiner Kollegin Alicia Hawthorne, hat in diesen über 60 Jahren den Treibstoff perfektioniert. Buzz will ihn ein letztes Mal testen und somit seine Mission endlich abschließen. Jedoch wird das Spaceranger-Programm eingestellt, da die Crew mit einem Laserschutznetz auf dem Planeten sicher ist und somit kein Grund mehr besteht, von dem Planeten zu flüchten. Buzz unternimmt trotz des Verbots von Commander Burnside einen Flug ins All, und endlich gelingt ihm der Hyperflug. Zurück auf dem Planeten verfehlt er die Basis und landet weit abgelegen, wo ihn plötzlich feindliche Roboter angreifen.
Gerettet wird er von Izzy Hawthorne, der Enkelin seiner verstorbenen Kollegin, und deren Crew. Buzz muss feststellen, dass die Crew aus praktisch untalentierten Neulingen und Ausgestoßenen besteht, die jedoch gute Freunde sind und ihm helfen wollen. Sie entwickeln einen Plan, um auf das riesige Raumschiff im Orbit zu gelangen, dort den Anführer der Roboter und dessen Schiff zu zerstören und somit alle Roboter auf dem Planeten auszuschalten. Im Raumschiff angekommen, werden sie von einem großen Roboter angegriffen, der anscheinend nur Buzz als Ziel hat, aber sie können wieder entkommen. 
Sie versuchen noch einmal, ihren Plan umzusetzen. Buzz wird dabei vom Anführer der Roboter gefangen genommen. Dieser Roboter, den die anderen nur „Zurg“ nennen, ist nur eine Hülle, und darin gibt sich ein gealteter Buzz zu erkennen. Dieser Buzz hat den Hyperantrieb auch gemeistert, wurde bei seiner Rückkehr allerdings als Verbrecher behandelt und somit floh er zurück ins All. Wegen des langen Hyperflugs ist er in eine ferne Zukunft geflogen und hat das Raumschiff im All entdeckt. Mithilfe dessen Technik konnte er sich zum Imperator Zurg aufschwingen, und er entwickelte eine Methode, um den Hyperantriebsstoff für Zeitreisen in die Vergangenheit zu nutzen. Zunächst möchte Buzz dasselbe, merkt aber, dass er somit das erfüllte Leben seiner Freunde auslöschen würde. Zurg ist enttäuscht von Buzz, da dieser seine Mission somit nicht über das Leben der anderen stellt und greift ihn an. 
Buzz’ Freunde können unterdessen die Roboter ausschalten und die Flucht planen. Buzz kann mit seinem Hyperkristall fliehen, wird jedoch von Zurg verfolgt, da es beide Kristalle für den Zeitsprung zurück braucht. Das Raumschiff wird zerstört, Buzz’ Freunde können sich in einem Raumschiff retten und Buzz in einem anderen. Zurg hat jedoch die Explosion überlebt und will Buzz den Kristall abnehmen. Zurg möchte somit sogar Buzz auslöschen, da es seine Zeit nie gegeben hätte. Buzz zerstört seinen Kristall mitsamt Zurg und rettet seine Freunde mit einer gelungenen Bruchlandung auf dem Planeten. Sie stellen fest, dass Buzz ohne seinen Kristall keinen Treibstoff für den Hyperflug mehr hat. Dies macht ihm aber nichts aus, da er nun ein neues Leben mit neuen Freunden bekommen hat. Burnside will Buzz erst ins Gefängnis stecken, bietet ihm dann aber an, eine neue Spaceranger-Crew zu rekrutieren.
Buzz und seine Freunde sind nun das neue Spaceranger-Team und versuchen, erneut das All zu erkunden und Notsignale zu verfolgen.

## Synchronisation
Die für die deutsche Synchronisation verantwortliche Firma war die FFS Film- & Fernseh-Synchron GmbH in Berlin. Synchronregie führte Sven Hasper.
| Rolle              | Englischer Sprecher | Deutscher Sprecher    |
| ------------------ | ------------------- | --------------------- |
| Buzz Lightyear     | Chris Evans         | Tom Wlaschiha         |
| Izzy Hawthorne     | Keke Palmer         | Giovanna Winterfeldt  |
| Sox                | Peter Sohn          | Jeremias Koschorz     |
| Imperator Zurg     | James Brolin        | Jürgen Kluckert       |
| Mo Morrison        | Taika Waititi       | Marius Clarén         |
| Darby Steel        | Dale Soules         | Katy Karrenbauer      |
| Alisha Hawthorne   | Uzo Aduba           | Annabelle Mandeng     |
| I.V.A.N.           | Mary McDonald-Lewis | Janina Isabell Batoly |
| Commander Burnside | Isiah Whitlock Jr.  | Samuel Zekarias       |
| Airman Diaz        | Efren Ramirez       | Jan Makino            |
| Featheringhamstan  | Bill Hader          | Roman Wolko           |

## Produktion
Die Entwicklung von Lightyear begann nach Abschluss der Arbeit des im Jahr 2016 erschienenen Films Findet Dorie. Im Dezember 2020 wurde Lightyear bei einem Disney-Investorentreffen offiziell angekündigt. Für die Produktion wurde extra ein ehemaliger Mitarbeiter von Industrial Light & Magic engagiert, damit dieser ein Raumschiffmodell baut, durch das die Mitarbeiter der VFX-Animationsabteilung inspiriert werden könnten. Das Produktionsbudget betrug (ohne Marketing) 200 Millionen US-Dollar.

## Verbot in 14 islamischen Ländern
Im Juni 2022 wurde bekannt, dass eine öffentliche Vorführung von Lightyear in 14 islamischen Ländern im Nahen Osten und Asien verboten wurde, weil sich in dem Film zwei weibliche Charaktere küssen. Berichten zufolge war der Kuss von Disney zunächst herausgeschnitten worden. Nach Protesten von Mitarbeitern des Animationsstudios Pixar wurde er aber wieder eingefügt.